# Proteuxoa obsolescens
Proteuxoa obsolescens là một loài bướm đêm trong họ Noctuidae.